# 李德麟 (香港金融家)
李德麟（英文名：William Lee Tak Lun，BBS 銅紫荊星章），香港金融家、企业家。香港大唐金融集团创始人。香港前任金銀業貿易場理事長。

## 生平
祖籍浙江宁波鄞县，生于上海金融世家，父香港知名金融家李和声，是家中二子，有兄李德之。15岁自上海随父移居香港。1989年，在香港创办大唐金融集团，任行政总裁、集团副主席。2006年，当选香港金銀業貿易場第40屆理事长，后又连续当选第41屆理事長，現任永遠榮譽會長。2011年6月，当选香港浙江省同鄉聯合會會長。现任香港总商会副会长。亦任十二届政协常委。
有女李惟琤，子李惟宏，亦为香港金融家 。

## 荣誉
- 2012年，获得香港銅紫荊星章[8]。

## 譴責及紀律行動
- 2001年11月22日，證監會譴責李德麟就大唐證券有限公司一名僱員在1998年9月至2000年7月期間挪用客戶資產而展開的查訊，當中發現大唐證券的內部監控設施及對僱員的監管，不足以有效地保障大唐證券的業務運作及其客戶。李氏作為大唐證券的交易董事，負責該公司的整體業務運作，因此需要對上述缺失承擔直接責任。[9]
- 2009年11月2日，證監會稱大唐投資（證券）有限公司對兩名客戶的＂違規活動視而不見＂，因此對大唐作出譴責，並吊銷作為代表人員李德麟及鍾詠嫻的牌照及暫時撤銷兩人擔任負責人員的核准，分別為期12個月及18個月。證監會此舉存有爭議，因終審法院在2012年推翻了證監會及之前法庭對此兩名客戶所謂＂違規活動＂的判決，指出二人大量交易衍生權證實為賺取麥格理銀行就相關交易提供的佣金回贈，而非以＂推高相關衍生權證的成交額＂為目的賺取差價。[10] 此二人所有罪名被終審法院推翻，就此得直。[11]證監會並未因此判決對大唐和李、鍾兩位負責人做出補償。